# セント・マリー・ザ・クラウンズ教会
セント・マリー・ザ・クラウンズ教会（英: Cathedral of Saint Mary the Crowned, 西: Catedral de Santa María la Coronada）は、ジブラルタルにあるカトリック教会の司教座聖堂であり、ジブラルタル教区におけるカトリック礼拝の中心地となっている。

## 歴史

### 15世紀
この教会は、大元はスペイン統治時代に建てられた。ムーア人から町を奪い取った後、メインのモスクはイスラムという過去を拭い去るよう宣告され、教区の教会「Santa Maria la Coronada y San Bernardo」として聖別された。しかしカトリック両王の統治下でそれまでの建物は取り壊され、ゴシック様式の新しい教会が建てられた。教会の中庭は、ムーア人のモスクにあった、より広い中庭の名残である。その中庭にはカトリック両王の紋章が置かれ、それは今も目にすることができる。教会の敷地は、現在のメイン・ストリートの対面まで広がっていた。

### 18-20世紀
セント・マリー・ザ・クラウンズ教会は、1704年のジブラルタル占領で略奪を受けなかった唯一のカトリック施設である。敬虔な司祭 Juan Romero de Figueroa と、彼の補助司祭と、彼の鳴鐘人は、首尾よくこの教会を守った.。かくしてここは、キリスト教徒による町の再占領後も妨げられることなくカトリックの礼拝が行なわれてきた唯一の場所となった。
この建物は、1779年-1783年のジブラルタル包囲戦で深刻な被害を受けたため、1790年に当時のジブラルタル総督ロバート・ボイドは、教会を建て直す見返りに、メイン・ストリートの経路を変更するべく、教会がもと建っていた土地を提供させる提案をした。教会は1810年に建て直され、その機会にメイン・ストリートの道幅も広げられた。1820年には時計台が付け加えられた。1931年には修復工事が行なわれ、西面のファサードは1810年に建てられた貧相なものから現在のものに建て替えられた。
19世紀までは、ジブラルタルで死んだ者は誰でもこの教会の床下に埋葬される資格があった。司教たちは聖母マリア像 (Our Lady of Europe) の下の地下聖堂に葬られている。
1943年、ジブラルタル沖で航空機事故死したヴワディスワフ・シコルスキの棺が、埋葬前にここで安置・公開された。

## 画像

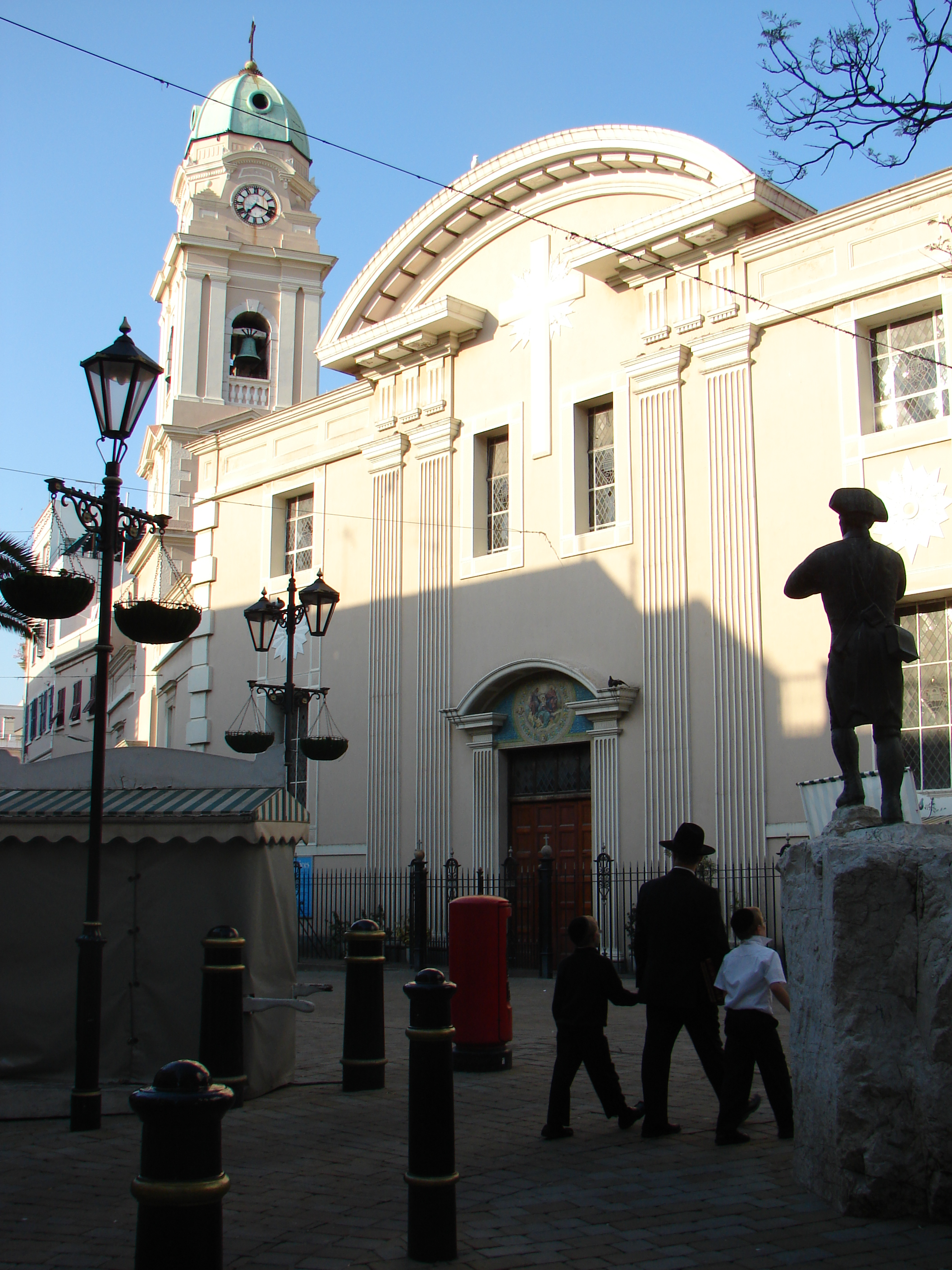
教会の外観。兵士の彫像は王立工兵（英語版）が1772年のジブラルタルにおける Company of Soldier Artificers （1856年より王立工兵）の結成を記念して寄贈したもの[4]。
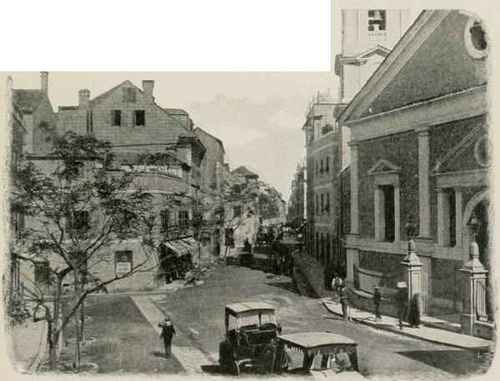
昔のメイン・ストリートの写真[5]。左にこの教会のファサード（1810年築の古いもの）が一部が見える。
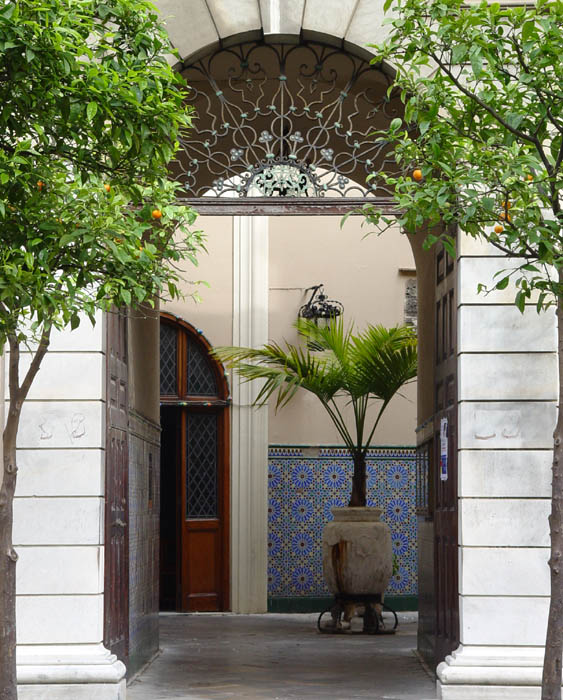
教会中庭のエントランス
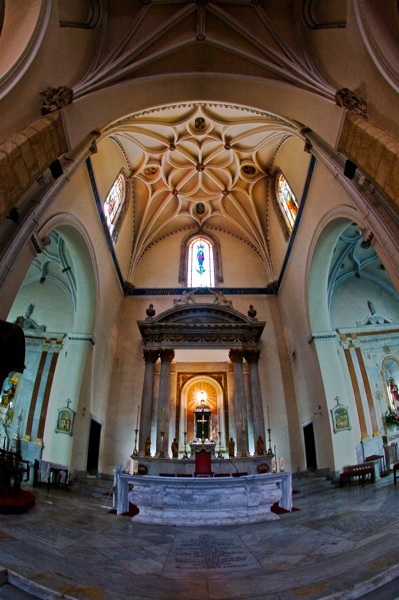
教会の祭壇
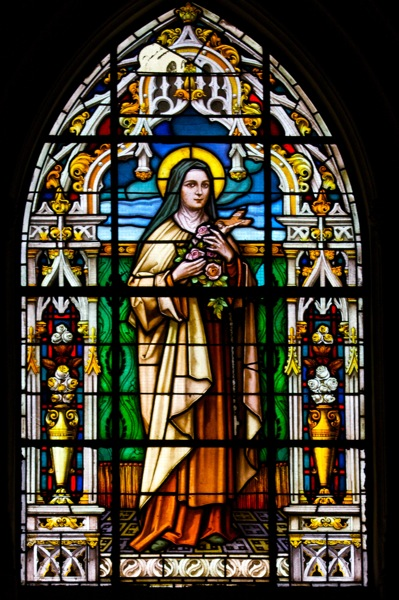
教会のステンドグラス